# Sykariusze
Sykariusze, sykaryjczycy, (łac. sicarii, gr. σικαριοι, sikarioi, od łac. sica – krótki sztylet) – radykalny odłam zelotów. 
Żydowskie stronnictwo polityczne działające od połowy I w. n.e. do upadku Masady w 73 r. n.e. Szczególnie aktywni w latach 50–70 n.e. Do ich przywódców należeli Menachem ben Jair, Eleazar ben Jair, Szymon bar Giora. Byli zdeklarowanymi przeciwnikami władzy rzymskiej, zasadniczo obojętnymi wobec sporów religijnych. 
Ich sposób walki charakteryzowały mordy na przeciwnikach, zwłaszcza Żydach sprzyjających Rzymianom, przy użyciu krótkich sztyletów sica. W trakcie świąt żydowskich w Jerozolimie wtapiali się w tłum i uzbrojeni w ukryte sztylety albo podrzynali swym wrogom gardła, albo wbijali im sztylety w plecy. Ze względu na ten sposób działania uważani są dziś za pierwszą organizację terrorystyczną.
Podczas oblężenia Jerozolimy przez Rzymian zdecydowali o obsadzaniu stanowiska arcykapłana drogą losowania. Ostatnim arcykapłanem został dzięki temu Fanni syn Samuela, kamieniarz nie pochodzący z rodu kapłańskiego. Po upadku Jerozolimy, której bronili do końca, uciekli z zelotami do Masady, gdzie walczyli aż do samobójstwa jej obrońców w 73 r. n.e. Na ich czele stał Eleazar ben Jair. 
Po upadku powstania sykariusze jeszcze jakiś czas próbowali działać wśród diaspory w Egipcie i Cyrenie, gdzie zamierzali wywołać bunt egipskich Żydów. Koniec ich działalności nastąpił w roku 135 n.e. wraz z upadkiem powstania Bar Kochby.